# Юзефув (Опольське воєводство)
Юзефув (пол. Józefów, нім. Josefsgrund) — село в Польщі, у гміні Біла Прудницького повіту Опольського воєводства.
Населення — 120 осіб (2011).

## Демографія
Демографічна структура станом на 31 березня 2011 року:
|          | Загалом | Допрацездатний вік | Працездатний вік | Постпрацездатний вік |
| -------- | ------- | ------------------ | ---------------- | -------------------- |
| Чоловіки | 54      | 13                 | 35               | 6                    |
| Жінки    | 66      | 17                 | 34               | 15                   |
| Разом    | 120     | 30                 | 69               | 21                   |